# Мустафа Челебија
Мустафа Челебија (тур. Mustafa Çelebi; 1393 — 1422) био је најмлађи син Бајазита I Муњевитог и брат Мехмеда I Челебије.

## Биографија
Мустафа је рођен 1393. године, као најмлађи син турског султана Бајазита I. Мустафина мајка била је Девлетшах (Девлет) Хатун, ћерка Шаха Сулејмана. У Битке код Ангоре (Данашње Анкаре) његовог оца је победио и заробио Тамерлан. Годину дана пошто је заробљен, Бајазит се убио разбивши себи главу о решетке. После Бајазитове смрти настало је једанаест година безвлашћа и борби између Бајазитових синова: Мехмеда, Исе, Мусе и Сулејмана. Мустафа, коме је тада било тек девет година, одведен је с Бајазитом и једном од његових жена, српском принцезом Оливером Лазаревић, у монголско ропство и пуштен је на слободу 1405. године, када је Тамерлан умро. Пошто је ослобођен, Мустафа се није прикључио борби за престо, већ је отишао у Анадолију.

## Први устанак
Након завршетка Грађанског рата, као победник изашао је Мехмед I (1413—1421) за то време Мустафа је отишао у Румелију (Европски део Османског царства) уз помоћ византијског цара Манојла II Палеолога. Он је такође имао подршку влашког кнеза Мирче I и Џунејт-бега, владара турског Ајдинидског беглука. Мустафа је питао свог брата Мехмеда, који је недавно погубио њихову осталу браћу, да поделе царство, на шта је овај одбио. Љут Мустафа, са окупљеном војском, креће на Мехмеда, али га овај поражава. После тога Мустафа се склонио у византијском граду Солуну где је остао све до 1416. године након постизања споразума са Мехмедом, због овога, византијски цар Манојло га је прогнао на острво Лемнос.

## Други устанак
После смрти брата Мехмеда I 1421. године, Мустафа је мислио да лако може да победи свог шеснаестогодишњег братанца Мурата II, Мехмедовог сина и наследника. Уз помоћ Византинаца, преотео је Гелибол, утврђење које је омогућавало надзор над Дарданелима, а пошто је освојио Једрене, европску престоницу Османског царства, завладао је Румелијом. Доказавши да је заиста Бајазитов син, стекао је подршку управитеља османских покрајина  у Румелији. Иако је Мурат послао војску преко Босфора да победи Мустафу, Муратова војска придружила се Мустафи. Гајећи самопоуздање у своје способности, Мустафа је одлучио да пређе Дарданеле и заврши освајање азијског царства у Анадолији.
Међутим, у Анадолији, Муратов слуга Михајлоглу (Потомак Козе Михајла), који је био веома познат у Анадолији и Румелији, охрабрио је Мустафину војску да га изда и пређе на Муратову страну. Осим тога, неки од Мустафиних савезника, посебно Џунејт-бег су га напустили. Мустафа је изгубио наду да ће освојити Анадолију, и покушао да побегне у Румелију, али Мурат је послао потере да га траже. Муратове снаге убрзо су пронашле и заробиле Мустафу.

## Смрт
Године 1422. Мурат је наредио да се Мустафа задави, иако то није био уобичајени начин погубљења чланова Османске династије. Муратов отац Мехмет погубио је своју браћу тако што им је или одрубио главу или их убио мачем. Тек од Селима I усталило се братоубиство дављењем. Мустафа је за живота носио надимак Лажни Мустафа или Преварант Мустафа.